# Бакаєв Михайло Хазбійович
Михайло Хазбійович Бакаєв (рос. Михаил Хазбиевич Бакаев, ос. Бахъаты Хазбийы фырт Михаил, нар. 5 серпня 1987, Цхінвалі) — російський футболіст, фланговий півзахисник казахстанського клубу «Шахтар» (Караганда).

## Клубна кар'єра
Уродженець міста Цхінвалі, Грузія. Через грузино-осетинську війну втік до російського міста Владикавказ, де і займався футболом. У дорослому футболі дебютував 2003 року виступами за місцеву команду «Автодор», в якій провів три сезони, взявши участь у 47 матчах третього за рівнем дивізіону чемпіонату Росії.
З початку 2006 року грав у головній команді міста, «Аланії», де провів три сезони, а у грудні 2008 року перейшов до «Анжі». У сезоні 2009 року клуб під керівництвом Омарі Тетрадзе став переможцем першого дивізіону і вийшов у Прем'єр-лігу. Він дебютував у вищому дивізіоні Росії за махачкалінців 13 березня 2010 року у грі проти «Спартака» з Нальчика і загалом за сезон зіграв 29 ігор у чемпіонаті, забивши 1 гол.

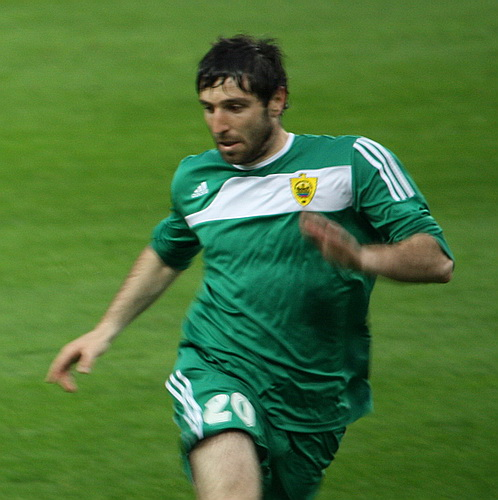
Михайло Бакаєв під час виступів за «Анжі». 2010 рік.

В 2011 році новий власник «Анжі» Сулейман Керімов почав активну трансферну політику, закупивши ряд відомих зірок (Роберто Карлос, Самуель Ето'о, Жусілей, Юрій Жирков та ін.), тому Бакаєв втратив місце у команді і 1 серпня 2011 року Бакаєв повернувся «Аланію», що саме вибула з Прем'єр-ліги. За підсумками сезону 2011/12 команда зуміла повернутись в Прем'єр-лігу, але з червня 2013 року владикавказький клуб став відчувати фінансові проблеми, затримки по заробітній платі були понад півроку, внаслідок чого багато футболістів «Аланії» стали залишати команду в статусі вільних агентів.
Бакаєв у січні 2014 року підписав контракт з казахським клубом «Кайрат» терміном на три роки, вигравши з командою два Кубки Казахстану і ставши віце-чемпіоном країни.
У 2017 році перейшов до «Анжі» і відіграв один сезон, після чого ставши вільним агентом підписав контракт з «Оренбургом».
Протягом другої половини 2019 року захищав кольори клубу «Шинник», а у лютому 2020 року став гравцем казахського «Шахтаря» (Караганда). Станом на 20 липня 2021 року відіграв за команду з Караганди 32 матчі в національному чемпіонаті.

## Виступи за збірну
Протягом 2008 року залучався до складу молодіжної збірної Росії. На молодіжному рівні зіграв у 2 офіційних матчах.

## Титули і досягнення
- Володар Кубка Казахстану (2):

«Кайрат»: 2014, 2015
- Володар Суперкубка Казахстану (2):

«Кайрат»: 2016, 2017

## Особисте життя
Його старший брат Едуард Бакаєв також був професійним футболістом.
Михайло у березні 2014 року отримав Казахстану, щоб не вважатися легіонером.